# Niklas Dorsch
Niklas Dorsch est un footballeur allemand, né le 15 janvier 1998 à Lichtenfels (Allemagne), évoluant au poste de milieu défensif au FC Heidenheim.

## Biographie

### En club

#### Bayern Munich
En 2015, il signe un contrat pro avec le Bayern Munich, valable du 1er juillet 2016 au 30 juin 2018.
Après une apparition sur le banc dans un match de Ligue des champions en 2017, il fait ses débuts le 28 avril 2018 face à l'Eintracht Francfort en Bundesliga. Son apparition vise à remplacer les cadres mis au repos en vue du match de Ligue des champions face au Real Madrid.
Il quitte cependant le club à l'issue de la saison.

#### FC Heidenheim
Après son passage au Bayern, Niklas Dorsch s'engage pour le FC Heidenheim, club de deuxième division.

#### KAA La Gantoise
Le 22 juillet 2020, Niklas Dorsch s'engage en faveur du club belge de La Gantoise pour un contrat de quatre ans,.

### En équipe nationale
Avec les moins de 17 ans, il participe au championnat d'Europe des moins de 17 ans en 2015. Lors de cette compétition, il ne joue qu'un seul match, face à la Belgique. Il ne participe pas aux autres matchs à cause d'une blessure (fracture du péroné). L'Allemagne atteint la finale du tournoi, en s'inclinant face à l'équipe de France.
Il dispute ensuite quelques mois plus tard la Coupe du monde des moins de 17 ans organisée au Chili. Lors du mondial junior, il joue quatre matchs. L'Allemagne s'incline en huitièmes face à la Croatie.
Le 5 septembre 2019, il joue son premier match avec les espoirs, lors d'une rencontre amicale face à la Grèce (victoire 2-0). Il joue la seconde mi-temps et en profite pour inscrire son premier but avec les espoirs.

## Statistiques
| Saison                | Club                  | Championnat           | Championnat | Championnat | Coupe(s) nationale(s) | Coupe(s) nationale(s) | Compétition(s) continentale(s) | Compétition(s) continentale(s) | Compétition(s) continentale(s) | Barrages Bundesliga | Barrages Bundesliga | Total | Total |
| Saison                | Club                  | Division              | M.          | B.          | M.                    | B.                    | Comp.                          | M.                             | B.                             | M.                  | B.                  | M.    | B.    |
| 2017-2018             | Bayern Munich         | Bundesliga            | 1           | 1           | -                     | -                     | C1                             | -                              | -                              | -                   | -                   | 1     | 1     |
| Sous-total            | Sous-total            | Sous-total            | 1           | 1           | 0                     | 0                     | -                              | 0                              | 0                              | 0                   | 0                   | 1     | 1     |
| 2018-2019             | FC Heidenheim         | 2. Bundesliga         | 30          | 2           | 3                     | 0                     | -                              | -                              | -                              | -                   | -                   | 33    | 2     |
| 2019-2020             | FC Heidenheim         | 2. Bundesliga         | 30+2        | 1           | 2                     | 0                     | -                              | -                              | -                              | 2                   | 0                   | 36    | 1     |
| Sous-total            | Sous-total            | Sous-total            | 62          | 3           | 5                     | 0                     | -                              | 0                              | 0                              | 2                   | 0                   | 69    | 3     |
| 2020-2021             | La Gantoise           | Jupiler Pro League    | 33          | 3           | 2                     | 0                     | C1+C3                          | 3+5                            | 1+0                            | -                   | -                   | 43    | 4     |
| Sous-total            | Sous-total            | Sous-total            | 33          | 3           | 2                     | 0                     | -                              | 8                              | 1                              | 0                   | 0                   | 43    | 4     |
| 2021-2022             | FC Augsbourg          | Bundesliga            | 30          | 1           | 1                     | 0                     | -                              | -                              | -                              | -                   | -                   | 31    | 1     |
| 2022-2023             | FC Augsbourg          | Bundesliga            | 11          | 0           | -                     | -                     | -                              | -                              | -                              | -                   | -                   | 11    | 0     |
| 2023-2024             | FC Augsbourg          | Bundesliga            | 15          | 0           | 1                     | 0                     | -                              | -                              | -                              | -                   | -                   | 16    | 0     |
| Sous-total            | Sous-total            | Sous-total            | 56          | 1           | 2                     | 0                     | -                              | 0                              | 0                              | 0                   | 0                   | 58    | 1     |
| Total sur la carrière | Total sur la carrière | Total sur la carrière | 152         | 7           | 9                     | 0                     | -                              | 8                              | 1                              | 2                   | 0                   | 171   | 8     |

## Palmarès
|  |  | Bayern Munich - Bundesliga - Vainqueur : 2018 Allemagne espoirs - Vainqueur du championnat d'Europe espoirs en 2021 |

## Récompenses
- Médaille Fritz Walter (Argent) en 2017